# Giacomo Furia

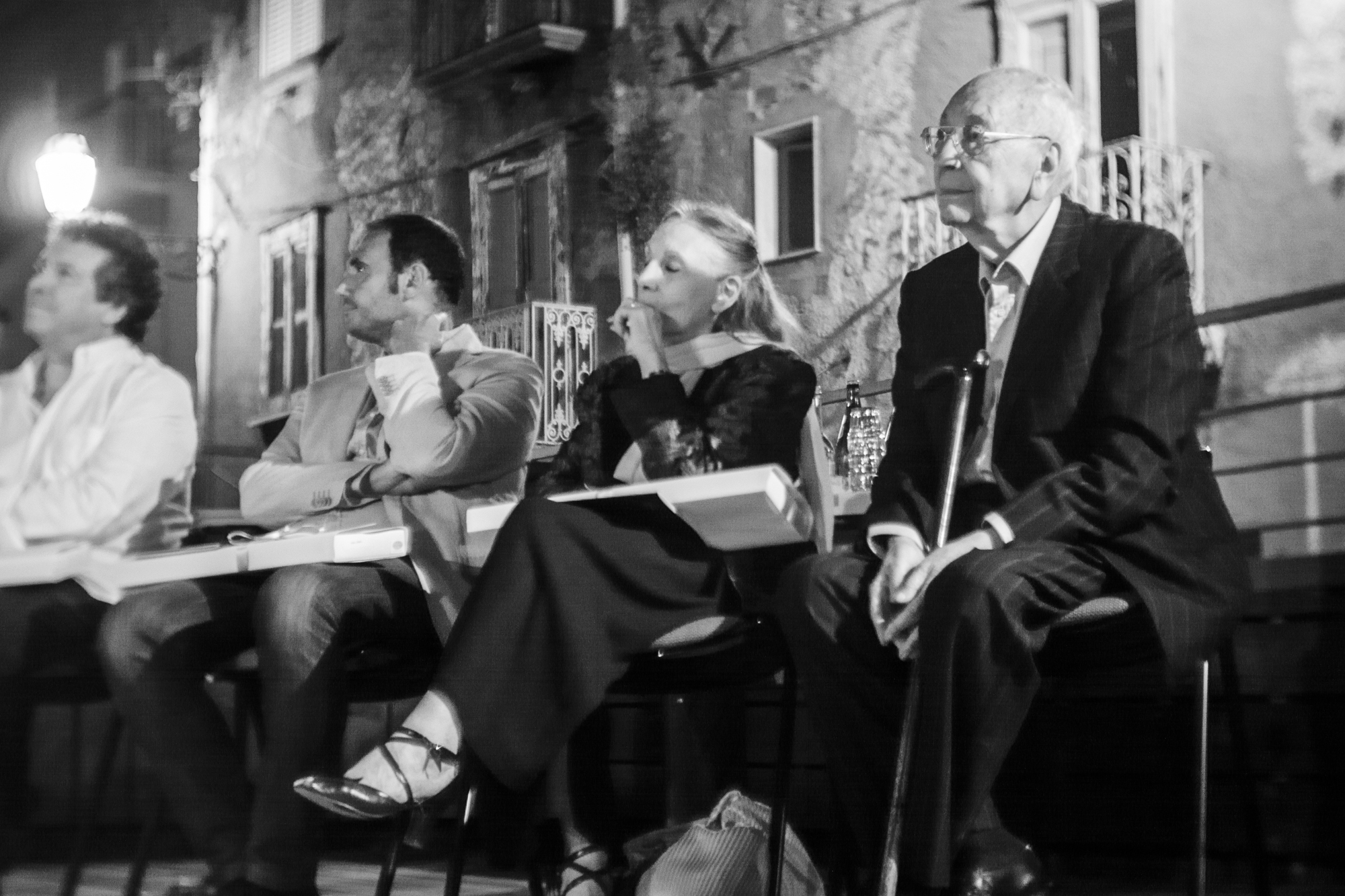
Giacomo Furia in Cairano zur 50-Jahr-Feier des Films La Donnaccia

Giacomo Furia (* 2. Januar 1925 in Neapel; † 5. Juni 2015 in Rom) war ein italienischer Schauspieler und Drehbuchautor.

## Leben
Furia begann auf der Bühne direkt nach dem Zweiten Weltkrieg neben Eduardo De Filippo und drehte zwei Jahre später seinen ersten Film unter Mario Mattòli. Dies war der Beginn einer fruchtbaren Karriere in zahlreichen Filmkomödien als Partner von Totò, Aldo Fabrizi oder Tina Pica – jedoch auch in ernsthaften Rollen neben Marcello Mastroianni und Sophia Loren. Er spielte unter Regisseuren wie Federico Fellini, Alberto Lattuada und Mario Soldati.
Bereits 1954 arbeitete er auch für das Fernsehen und war in vielen Rollen zu sehen; seine Filmografie umfasst etwa 150 Auftritte bis zu seiner letzten Rolle 2008 in Vincenzo Salemmes No Problem.
1997 veröffentlichte Furia seine Autobiografie Le maggiorate, il principe e l’ultimo degli onesti (Amico Vip). Dreimal trat er als Drehbuchautor in Erscheinung; auch als Synchronsprecher war Furia aktiv.

## Filmografie (Auswahl)
- 1948: Assunta Spina
- 1948: Die Maschine, die die Bösen tötet (La macchina ammazzacattivi)
- 1950: Totò als Scheich (Totò sceicco)
- 1954: Das Gold von Neapel (L’oro di Napoli)
- 1954: Kanaille von Catania (L’arte di arrangiarsi)
- 1956: Die Bande der Ehrlichen (La banda degli onesti)
- 1958: Jeder Dieb braucht ein Alibi (I ladri)
- 1958: Totò und Peppino (Totò, Peppino e le fanatiche)
- 1959: Abenteuer in der Stadt (Avventura in città)
- 1961: Das Jüngste Gericht findet nicht statt (Il giudizio universale)
- 1962: Ursus im Tal der Löwen (Ursus nella valle dei leoni)
- 1964: Der Boss hat sich was ausgedacht (Echappement libre)
- 1966: Der große Coup von Casablanca (L’homme du Marrakech)
- 1966: Maigret und sein größter Fall
- 1966: 6 Kugeln für Gringo (Dos pistolas gemelas)
- 1967: Schöne Isabella (C'era una volta…)
- 1969: Isabella – Mit blanker Brust und spitzem Degen (Isabella, duchessa dei diavoli)
- 1970: Die Clowns (I clowns)
- 1970: Satan der Rache (E Dio disse a Caino…)
- 1972: Fünf Klumpen Gold (Tutti fratelli nel West… per parte di padre)
- 1972: Dein Vergnügen ist auch mein Vergnügen (Il tuo piacere è il mio)
- 1973: La ragazza di Via Condotti
- 1976: Höllenhunde bellen zum Gebet (Con la rabbia agli occhi)
- 1980: Ein nackter Po im Schnee (La settimana bianca)
- 1981: Ein Schlitzohr außer Rand und Band (Delitto al ristorante cinese)
- 2008: No problem